# Raimo Tammilehto
Raimo Kauko Juhani Tammilehto (ur. 5 lutego 1943 w Tuusuli) – fiński agronom i bankowiec związany z bankowością spółdzielczą, w 2002 minister rolnictwa i leśnictwa.

## Życiorys
Studiował nauki rolnicze, z wykształcenia i zawodu agronom. W latach 1969–1985 pracował w MTK, fińskiej federacji producentów rolnych i leśnych. W 1977 objął w niej stanowisko dyrektorskie. Później pełnił funkcję dyrektora w Osuuspankkien Keskuspankki, centralnym banku spółdzielczym. Od lutego do maja 2002 sprawował urząd ministra rolnictwa i leśnictwa w drugim rządzie Paava Lipponena.